# Kleinweitzschen
Kleinweitzschen ist ein Ortsteil der Gemeinde Großweitzschen im Landkreis Mittelsachsen. 1925 hatte der Ort 63 Einwohner. 1935 wurde er nach Großweitzschen eingemeindet.

## Geschichte
1264 übertrug Mgf. Heinrich der Erlauchte dem Kloster Buch das Dorf Parvum Wizen und den dritten Teil des angrenzenden Waldes. Boyzlaus de Wizen mit seinen Söhnen hatte es dem Burggraf von Leisnig aufgelassen, und der wiederum an Mgf. Heinrich. 1265 bestätigte der Burggraf von Leisnig diesen Vorgang.
1286 verkaufte Mgf. Heinrich dem Kloster Buch das Ober- und Niedergericht. Der Burggraf von Meißen hatte den dritten Pfennig des Gerichtes, den er durch das Burggrafenamt dort innehatte, ebenfalls aufgelassen. 1333 kaufte das Kloster noch die restlichen Rechte.
1548 nennt das Amtserbbuch von Kloster Buch zu Kleinweitzschen „10 besessene Mann, darunter 7 Pferdner, die sind alle dem Kloster Buch lehen- und zinsbar“ mit 13 Hufen und 1½ Viertel. Obergericht und Erbgericht sind beim Kloster.
Der Ort war stets nach Großweitzschen gepfarrt. 